# Titanidiops robustus
Espèce
Synonymes
- Acanthodon robustus Pocock, 1898

Titanidiops robustus est une espèce d'araignées mygalomorphes de la famille des Idiopidae.

## Distribution
Cette espèce est endémique du Kenya.

## Description
La femelle holotype mesure 33 mm.

## Systématique et taxinomie
Cette espèce a été décrite sous le protonyme Acanthodon robustus par Pocock en 1898. Elle est placée dans les Idiops par Roewer en 1942 puis dans le genre Titanidiops par Schwendinger, Huber et Hongpadharakiree en 2024.

## Publication originale
- Pocock, 1898 : « On the scorpions, spiders and solpugas collected by Mr C. Stuart Betton in British East- Africa. » Proceedings of the Zoological Society of London, vol. 1898, p. 497-524 (texte intégral).